# Pidna-Nationalpark
Der Pidna-Nationalpark (englisch Pidna National Park) ist ein 160 Hektar großer Nationalpark in Queensland, Australien.

## Lage
Er liegt in der Region Wide Bay-Burnett im Hinterland der Sunshine Coast etwa 130 Kilometer nordwestlich von Brisbane und 190 Kilometer südwestlich von Hervey Bay. Die nächstgelegene Stadt ist Nanango. Von hier erreicht man den Park über den D’Aguilar Highway Richtung Süden, ab Yarraman weiter auf dem New England Highway zweigt die Yarraman Kooralgin Road nach vier Kilometern ab. Sie führt mitten durch den Nationalpark. Es gibt keine Besuchereinrichtungen.
In der Nachbarschaft liegen die Nationalparks The Palms,  Tarong, Benarkin und Mount Binga.

## Flora und Fauna
Der Nationalpark schützt bis zu 460 Meter hoch gelegenen Monsunwald und offenen Eukalyptuswald.
Im Park sind zahlreiche Vogelarten beheimatet, darunter der Brown Thornbill (Acanthiza pusilla), der Brown Gerygone (Gerygone mouki), die Dickschnabel-Würgerkrähe (Strepera graculina), die Torreskrähe (Corvus orru) und der Graumantelbrillenvogel (Zosterops lateralis).